# Clavaria arborescens
Clavaria arborescens är en svampart som beskrevs av Berk. 1855. Clavaria arborescens ingår i släktet Clavaria och familjen fingersvampar.   Inga underarter finns listade i Catalogue of Life.